# ذراع السقيفة (حبيل جبر)

تعديل مصدري - تعديل

ذراع السقيفة هي إحدى قرى عزلة حبيل جبر بمديرية حبيل جبر التابعة لمحافظة لحج، بلغ تعداد سكانها 114 نسمة حسب تعداد اليمن لعام 2004.